# Rhodopina similis
Rhodopina similis là một loài bọ cánh cứng trong họ Cerambycidae.